# Siphonognathus argyrophanes
Siphonognathus argyrophanes (engl. tubemouth) ist eine Fischart aus der Gruppe der Odaciden, der an der Küste des südwestlichen und südlichen Australiens von Geraldton im Nordwesten bis zu den Gippsland-Seen und Flinders Island im Osten vorkommt.

## Merkmale
Siphonognathus argyrophanes erreicht eine Standardlänge von 40 cm und hat einen extrem langgestreckten Körper und Kopf. Die Körperhöhe ist 17- bis 27-mal in der Standardlänge enthalten. Das Maul ist röhrenförmig, worauf die Gattungsbezeichnung Siphonognathus verweist (Griechisch: „siphon“ (altgriechisch σίφων) = Röhre + „gnathos“ (altgriechisch γνάθος) = Kiefer). An der Spitze des Unterkiefers befindet sich eine kurze, fleischige Bartel. Die Zähne sind zum größten Teil zusammengewachsen und bilden eine schnabelartige Schneide. Die Rückenflosse ist sehr lang mit 19 bis 22 verzweigten Flossenstrahlen. Die wesentlich kürzere Afterflosse liegt unterhalb des letzten Drittels der Rückenflosse. Bauchflossen fehlen. Die Seitenlinie hat 96 bis 108 Schuppen. Die Schwanzflosse ist lang und am Ende mittig zugespitzt. Siphonognathus argyrophanes ist auf der Rückenseite grünlich und auf der Bauchseite weißlich bis rotbraun gefärbt. An den Seiten befindet sich ein dunkles Längsband.

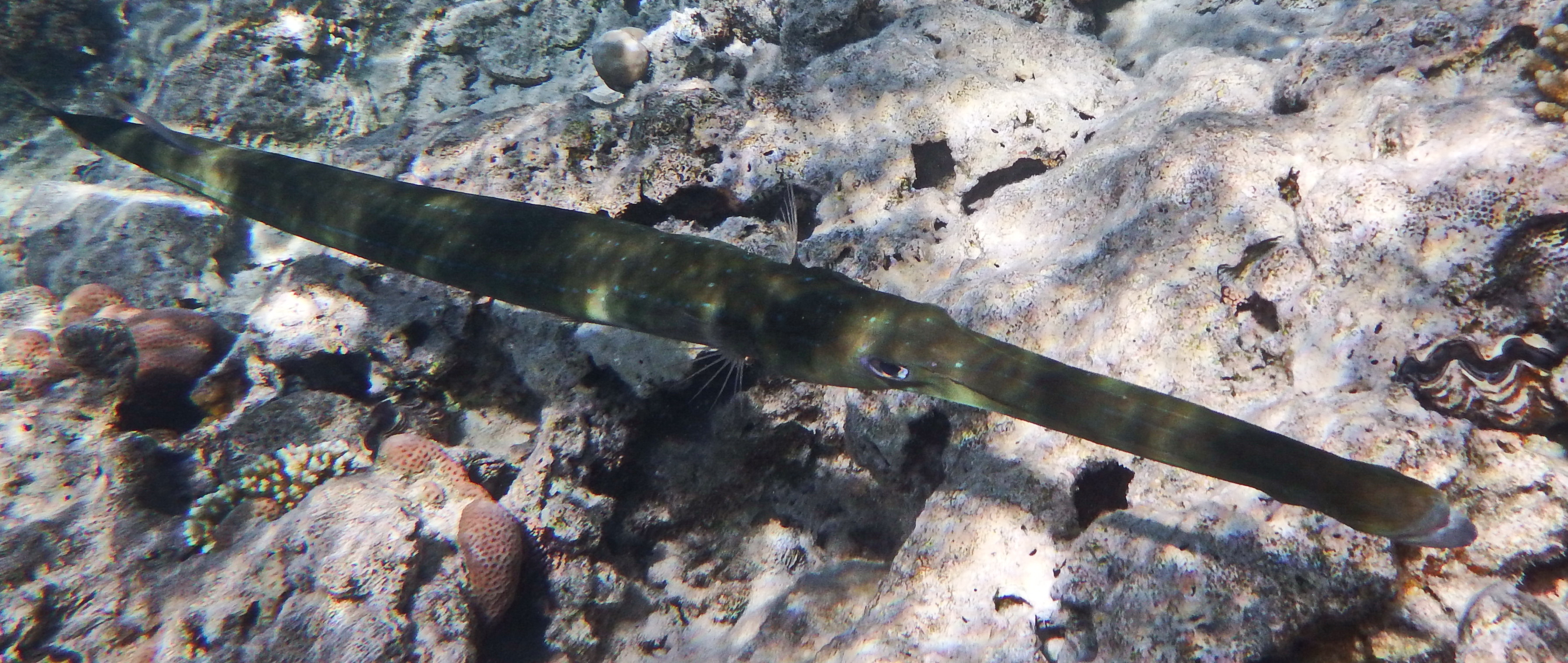
Glatter Flötenfisch, sieht ähnlich aus, ist aber nur sehr entfernt verwandt.

Mit diesen äußeren Merkmalen ähnelt Siphonognathus argyrophanes mehr den Trompetenfischen (Aulostomidae) und Flötenfischen (Fistulariidae) aus der Verwandtschaft der Seenadeln und Seepferdchen als den übrigen Arten der Odaciden, die wiederum zu den Lippfischen (Labridae) gehören. Bei der 1858 veröffentlichten Erstbeschreibung stellte der Autor, der schottische Zoologe John Richardson, Siphonognathus argyrophanes auch in die Familie der Flötenfische. Die Zugehörigkeit zu den Odaciden und deren Zugehörigkeit zu den Lippfischen wurde erst viel später erkannt. So stellt Siphonognathus argyrophanes ein gutes Beispiel für eine konvergente Evolution dar.

## Systematik
Siphonognathus argyrophanes ist die Typusart der Gattung, die 1858 zusammen mit der Art durch Richardson beschrieben wurde. Bei FishBase, einer Online-Datenbank zur Fischsystematik, gehören noch 5 weitere Odaciden-Arten zur Gattung. Diese ähneln aber mehr der „normalen“ Lippfischgestalt und sie haben auch kein Röhrenmaul. In Eschmeyer’s Catalog of Fishes, einer weiteren Online-Datenbank zur Fischsystematik, werden diese Arten deshalb der Gattung Sheardichthys zugeordnet, die 1947 durch den australischen Fischkundler Gilbert Percy Whitley eingeführt wurde. Siphonognathus ist in Eschmeyer’s Catalog of Fishes deshalb monotypisch.

## Lebensraum
Siphonognathus argyrophanes kommt nur in geschützten Küstenbereichen, in Buchten und Lagunen mit dichten Beständen von Seegrasgewächsen und insbesondere von Neptungräsern vor.